# ملعب بريسباتيرو بارتولومي غريلا
ملعب بريسباتيرو بارتولومي جريلا (بالإنجليزية: Estadio Presbítero Bartolomé Grella)‏ هو ملعب كرة قدم يقع في بارانا، الأرجنتين، يتسع لـ 22,000 متفرج.

## التاريخ
افتتح الملعب في 1956.